# Schollbrunn
Schollbrunn est une commune de Bavière (Allemagne), située dans l'arrondissement de Main-Spessart, dans le district de Basse-Franconie. Elle est traversée par la rivière Haslochbach.

## Patrimoine
- Chapelle Saint-Marc, XIIIe siècle (en ruines)
- Chartreuse de Grünau, fondée au XIVe siècle.